# Elezioni europee del 2019 in Irlanda
Le elezioni europee del 2019 in Irlanda si sono tenute giovedì 24 maggio per eleggere gli 11 membri del Parlamento europeo spettanti all'Irlanda. Tale numero di seggi è stato aumentato a 13 nel febbraio 2020, in seguito all'uscita del Regno Unito dall'Unione europea.

## Risultati
| Liste  | Liste                            | Gruppo    | Voti    | %    | Seggi |
| ------ | -------------------------------- | --------- | ------- | ---- | ----- |
|        | Fine Gael (FG)                   | PPE       | 496.459 | 29,6 | 4     |
|        | Partito Verde (GP)               | Verdi/ALE | 190.755 | 11,4 | 2     |
|        | Independents 4 Change            | GUE/NGL   | 124.085 | 7,4  | 2     |
|        | Fianna Fáil (FF)                 | RE        | 277.705 | 16,6 | 1     |
|        | Sinn Féin (SF)                   | GUE/NGL   | 196.001 | 11,7 | 1     |
|        | Partito Laburista (LP)           | -         | 52.753  | 3,1  | -     |
|        | People Before Profit/Solidarity  | -         | 38.771  | 2,3  | -     |
|        | Socialdemocratici                | -         | 20.331  | 1,2  | -     |
|        | Renua                            | -         | 6.897   | 0,4  | -     |
|        | Partito dei Lavoratori           | -         | 3.701   | 0,2  | -     |
|        | Identity Ireland (DDI)           | -         | 3.685   | 0,2  | -     |
|        | Democrazia Diretta Irlanda (DDI) | -         | 2.773   | 0,2  | -     |
|        | Altri candidati indipendenti     | GUE/NGL   | 264.087 | 15,7 | 1     |
| Totale | Totale                           | Totale    |         |      | 11    |

- I due seggi ulteriori spettanti all'Irlanda sono stati attribuiti a Fine Gael e a Fianna Fáil (un seggio ciascuno).